# Bay City (Oregon)
Bay City (kiejtése: [beɪ ˈsɪti]) az Amerikai Egyesült Államok északnyugati részén, Oregon állam Tillamook megyéjében helyezkedik el.
A 2010. évi népszámlálási adatok alapján 1286 lakosa van. A város területe 4,2 km², ebből 0,93 km² vízi.

## Éghajlat
A térség nyarai melegek (de nem forróak) és szárazak; a havi maximum átlaghőmérséklet 22 °C. A Köppen-skála alapján a város éghajlata meleg nyári mediterrán. A legcsapadékosabb a november–január, a legszárazabb pedig a július–augusztus közötti időszak. A legmelegebb hónap augusztus, a leghidegebb pedig december.
| Hónap                         | Jan.  | Feb.  | Már. | Ápr. | Máj. | Jún. | Júl. | Aug. | Szep. | Okt. | Nov.  | Dec.  | Év    |
| ----------------------------- | ----- | ----- | ---- | ---- | ---- | ---- | ---- | ---- | ----- | ---- | ----- | ----- | ----- |
| Rekord max. hőmérséklet (°C)  | 20,6  | 20,6  | 22,8 | 28,9 | 38,3 | 33,3 | 38,9 | 38,9 | 36,1  | 33,3 | 26,7  | 20,6  | 38,9  |
| Átlagos max. hőmérséklet (°C) | 11,1  | 12,2  | 13,3 | 14,4 | 16,7 | 18,3 | 20,0 | 20,6 | 20,6  | 17,2 | 13,3  | 10,6  | 15,7  |
| Átlaghőmérséklet (°C)         | 7,0   | 7,5   | 8,3  | 9,4  | 11,7 | 13,6 | 15,0 | 15,3 | 14,2  | 11,7 | 8,9   | 6,7   | 10,8  |
| Átlagos min. hőmérséklet (°C) | 2,8   | 2,8   | 3,3  | 4,4  | 6,7  | 8,9  | 10,0 | 10,0 | 7,8   | 6,1  | 4,4   | 2,8   | 5,9   |
| Rekord min. hőmérséklet (°C)  | −17,2 | −15,0 | −7,8 | −5,0 | −3,9 | −0,6 | 1,1  | 0,6  | −2,8  | −7,2 | −10,0 | −15,6 | −17,2 |
| Átl. csapadékmennyiség (mm)   | 343   | 254   | 246  | 180  | 119  | 91   | 36   | 33   | 76    | 175  | 351   | 335   | 2239  |
| Forrás: The Weather Channel   |       |       |      |      |      |      |      |      |       |      |       |       |       |

## Népesség

### 2010
A 2010-es népszámláláskor a városnak 1 286 lakója, 546 háztartása és 352 családja volt. A népsűrűség 394,1 fő/km². A lakóegységek száma 650, sűrűségük 199,2 db/km². A lakosok 92,7%-a fehér, 0,8%-a indián, 0,9%-a ázsiai, 0,1%-a a csendes-óceáni szigetekről származik, 3,3%-a egyéb-, 2,3% pedig kettő vagy több etnikumú. A spanyol vagy latino származásúak aránya 6,7% (5,8% mexikói, 0,1% Puerto Ricó-i, 0,2% kubai, 0,5% pedig egyéb spanyol/latino származású).
A háztartások 24,9%-ában élt 18 évnél fiatalabb. 51,5% házas, 7,5% egyedülálló nő, 5,5% pedig egyedülálló férfi; 35,5% pedig nem család. 24,4% egyedül élt; 10,4%-uk 65 éves vagy idősebb. Egy háztartásban átlagosan 2,36 személy élt; a családok átlagmérete 2,8 fő.
A medián életkor 46,5 év volt. A város lakóinak 19,4%-a 18 évesnél fiatalabb, 7,1% 18 és 24 év közötti, 22,4%-uk 25 és 44 év közötti, 30,3%-uk 45 és 64 év közötti, 21,2%-uk pedig 65 éves vagy idősebb. A lakosok 50,9%-a férfi, 49,1%-uk pedig nő.

### 2000
A 2000-es népszámláláskor a városnak 1 149 lakója, 493 háztartása és 336 családja volt. A népsűrűség 349,3 fő/km². A lakóegységek száma 579, sűrűségük 176 db/km². A lakosok 93,73%-a fehér, 0,44%-a afroamerikai, 1,74%-a indián, 0,7%-a ázsiai, 0,17%-a a csendes-óceáni szigetekről származik, 0,87%-a egyéb-, 2,35% pedig kettő vagy több etnikumú. A spanyol vagy latino származásúak aránya 3,13% (2% mexikói, 0,1% kubai, 1% pedig egyéb spanyol/latino származású).
A háztartások 24,3%-ában élt 18 évnél fiatalabb. 58,6% házas, 6,9% egyedülálló nő; 31,8% pedig nem család. 26,4% egyedül élt; 11,8%-uk 65 éves vagy idősebb. Egy háztartásban átlagosan 2,33 személy élt; a családok átlagmérete 2,81 fő.
A város lakóinak 20,3%-a 18 évnél fiatalabb, 6,6%-a 18 és 24 év közötti, 26,5%-a 25 és 44 év közötti, 27,5%-a 45 és 64 év közötti, 19,1%-a pedig 65 éves vagy idősebb. A medián életkor 43 év volt. Minden 100 nőre 94,1 férfi jut; a 18 évnél idősebb nőknél ez az arány 95,7.
A háztartások medián bevétele 33 375 amerikai dollár, ez az érték családoknál $41 563. A férfiak medián keresete $33 558, míg a nőké $21 827. A város egy főre jutó bevétele (PCI) $18 731. A családok 9,1%-a, a teljes népesség 12,4%-a élt létminimum alatt; a 18 év alattiaknál ez a szám 17,2%, a 65 év felettieknél pedig 8,4%.

## Fordítás
Ez a szócikk részben vagy egészben  a   Bay City, Oregon című angol Wikipédia-szócikk ezen változatának fordításán alapul.  Az eredeti cikk szerkesztőit annak laptörténete sorolja fel. Ez a jelzés csupán a megfogalmazás eredetét és a szerzői jogokat jelzi, nem szolgál a cikkben szereplő információk forrásmegjelöléseként.